# بیمارستان دانشگاه عمومی پاترا
بیمارستان دانشگاه عمومی پاترا (به لاتین: General University Hospital of Patras) یک بیمارستان آموزشی در یونان است که در پاتراس واقع شده‌است.